# Dioxys atlantica
Dioxys atlantica är en biart som beskrevs av Saunders 1904. Dioxys atlantica ingår i släktet Dioxys och familjen buksamlarbin. Inga underarter finns listade i Catalogue of Life.